# Aontena Gilberts Village
Aontena Gilberts Village är en ort i Kiribati.   Den ligger i örådet Tabuaeran och ögruppen Linjeöarna, i den västra delen av landet, 3 100 km öster om huvudstaden Tarawa. Aontena Gilberts Village ligger 8 meter över havet och antalet invånare är 177.
Terrängen runt Aontena Gilberts Village är mycket platt.  Närmaste större samhälle är Tenenebo Village, 1,1 km sydost om Aontena Gilberts Village. 